# Даванья
Даванья (італ. Davagna, ліг. Dägna) — муніципалітет в Італії, у регіоні Лігурія,  метрополійне місто Генуя.
Даванья розташована на відстані близько 400 км на північний захід від Рима, 14 км на північний схід від Генуї.
Населення — 1886 осіб (2014).

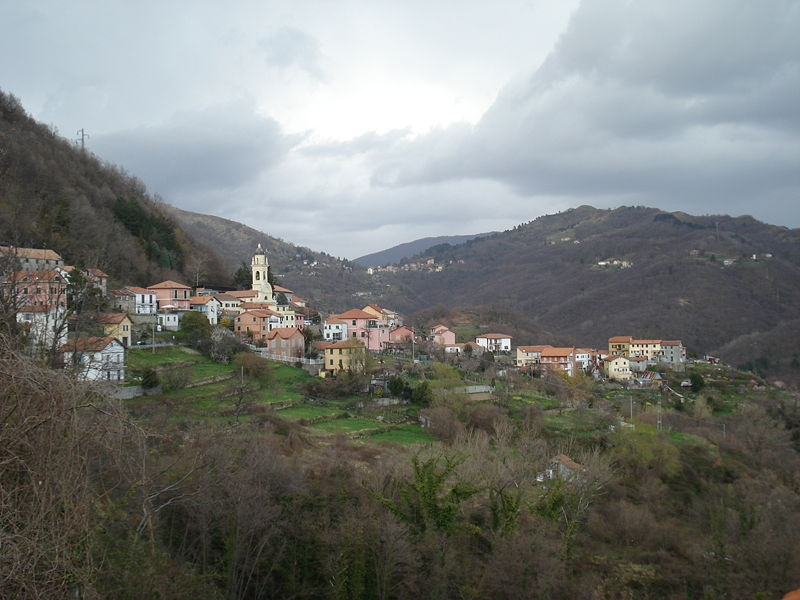

Щорічний фестиваль відбувається 24 серпня. Покровитель — san Bartolomeo apostolo.

## Демографія
Населення за роками:

Станом на 1 січня 2023 року в муніципалітеті офіційно проживали 102 іноземці з 27 країн, серед них 15 громадян країн Євросоюзу та 16 громадян України.

## Сусідні муніципалітети
- Баргальї
- Генуя
- Лумарцо
- Монтоджо
- Торрилья